# Logania opsines
Logania opsines är en fjärilsart som beskrevs av Hans Fruhstorfer. Logania opsines ingår i släktet Logania och familjen juvelvingar. Inga underarter finns listade i Catalogue of Life.